# Izar
Izar (epsilon Boötis) is een heldere dubbelster in het sterrenbeeld Ossenhoeder (Boötes). Het stelsel is zo fraai dat de ontdekker, Struve, het stelsel de naam Pulcherrima (lat: de mooiste) gaf. Beide sterren beschrijven een baan met een omlooptijd van meer dan 1000 jaar en een onderlinge afstand van ongeveer 185 AE. Het stelsel is ongeveer 300 miljoen jaar geleden ontstaan, de reus als een hete type B ster met een type A begeleider. Ongeveer 20 miljoen jaar geleden begon epsilon Boötis A zich tot een reus te ontwikkelen en is bijna aan het eind van zijn ontwikkeling, waarna een groot gedeelte van de massa zal worden uitgestoten en een witte dwerg zal overblijven. Hetzelfde lot wacht epsilon Boötis B die zich over ongeveer een miljard jaar tot een oranje reus zal ontwikkelen.

## T. W. Webb
In zijn standaardwerk Celestial Objects for Common Telescopes, Volume Two: The Stars (p.51) beschrijft T. W. Webb deze dubbelster als: A well known test for moderate telescopes.

## Robert Burnham, jr.
In het op T. W. Webb's Celestial Objects gebaseerde werk Burnham's Celestial Handbook van de Amerikaanse amateurastronoom en popularisator Robert Burnham, jr., is het opmerkelijke kleurcontrast van deze dubbelster beschreven als geeloranje (de hoofdcomponent van het systeem) en blauwachtig wit of zelfs neigend naar groenachtig wit (de kleinere component). Hierbij dient vermeld te worden dat vrijwel alle van de tot dusver bekende contrastrijk gekleurde dubbelsterren steeds twee subtiele kleuren tonen, geelachtig wit en lichtblauw. De lichtblauwe kleur van de tweede component neigt meestal naar lila, of een somber uitziend vaal grijsblauw.

## Epsilon Boötis en deZwarte Ridder
Duncan A. Lunan, een Schotse auteur van zowel astronomie, ruimtevaart, als science fiction getinte verhalen, en notoir morosoof, kwam rond 1973 in het magazine Spaceflight van de British Interplanetary Society (BIS) met het verhaal op de proppen dat hij via in 1927 en 1928 uitgevoerde radio experimenten inzake LDE (Long-Delayed Echos) van Noorse wetenschappers, onder wie Carl Stǿrmer (1874-1957) en de Nederlandse natuurkundige Balthasar van der Pol, een destijds ontvangen (maar niet nader onderzochte) boodschap alsnog had kunnen ontcijferen. Deze boodschap was volgens D. A. Lunan afkomstig van een veronderstelde buitenaardse satelliet (een Bracewell sonde, naar de Australische radioastronoom Ronald Newbold Bracewell, 1921-2007) die zich 13.000 jaren lang schuil hield omstreeks het Lagrangepunt L-5 in de baan van de maan rond de aarde. Deze sonde zou oorspronkelijk afkomstig geweest zijn van een beschaving in de buurt van de ster Epsilon Boötis. De interstellaire satelliet, of interstellaire sonde, kreeg de bijnaam Zwarte Ridder (Black Knight), en zorgt sinds 1973 voor heel wat ophef in de pseudo wetenschappelijke wereld.  
De door Duncan A. Lunan ontcijferde boodschap luidde als volgt: Start hier. Onze zon is Epsilon Boötis, hetgeen een dubbelster is. Wij leven op de zesde van zeven planeten, geteld vanaf de zon, die de grootste van de twee is. Onze zesde planeet heeft een maan. Onze vierde planeet heeft er drie. Onze eerste en derde planeten hebben allebei een maan. Onze sonde bevindt zich in een cirkelvormige baan rondom uw maan. Een variant van de laatste zin luidt: Onze sonde is in de positie van Arcturus, bekend in onze kaarten.